# Ван Лоо, Шарль Амедей Филипп
Шарль-Амедей-Филипп ван Лоо (фр. Charles Amédée Philippe van Loo; 25 августа 1719, Риволи (Пьемонт) — 15 ноября 1795, Париж) — французский живописец академического направления, портретист и мастер аллегорических композиций. Представитель большой семьи художников нидерландского происхождения ван Лоо. Сын Жана Батиста ван Лоо (1684—1745), младший брат Луи Мишеля (1707—1771) и Франсуа ван Лоо (1708—1732).

## Биография
Шарль-Филипп ван Лоо, получивший прозвание «Амедей» (от лат. Amo Deus — Любящий Бога), родился и вырос в Италии, жил и работал на юге Франции, в Париже и в Пруссии. Учился у своего отца Жана-Батиста ван Лоо в Турине и Риме. Его мать Маргарет Лебрен была художницей-миниатюристкой. В 1738 году Шарль-Филипп получил Римскую премию Королевской Академии живописи и скульптуры в Париже. Однако он остался в родном городе семьи Экс-ан-Провансе, прежде чем вернуться в Париж в 1745 году. В том же году он женился на своей двоюродной сестре, Мари-Маргарет Лебрен, сестре художника Мишеля Лебрена. В 1747 году он был принят в Королевскую академию живописи и скульптуры.

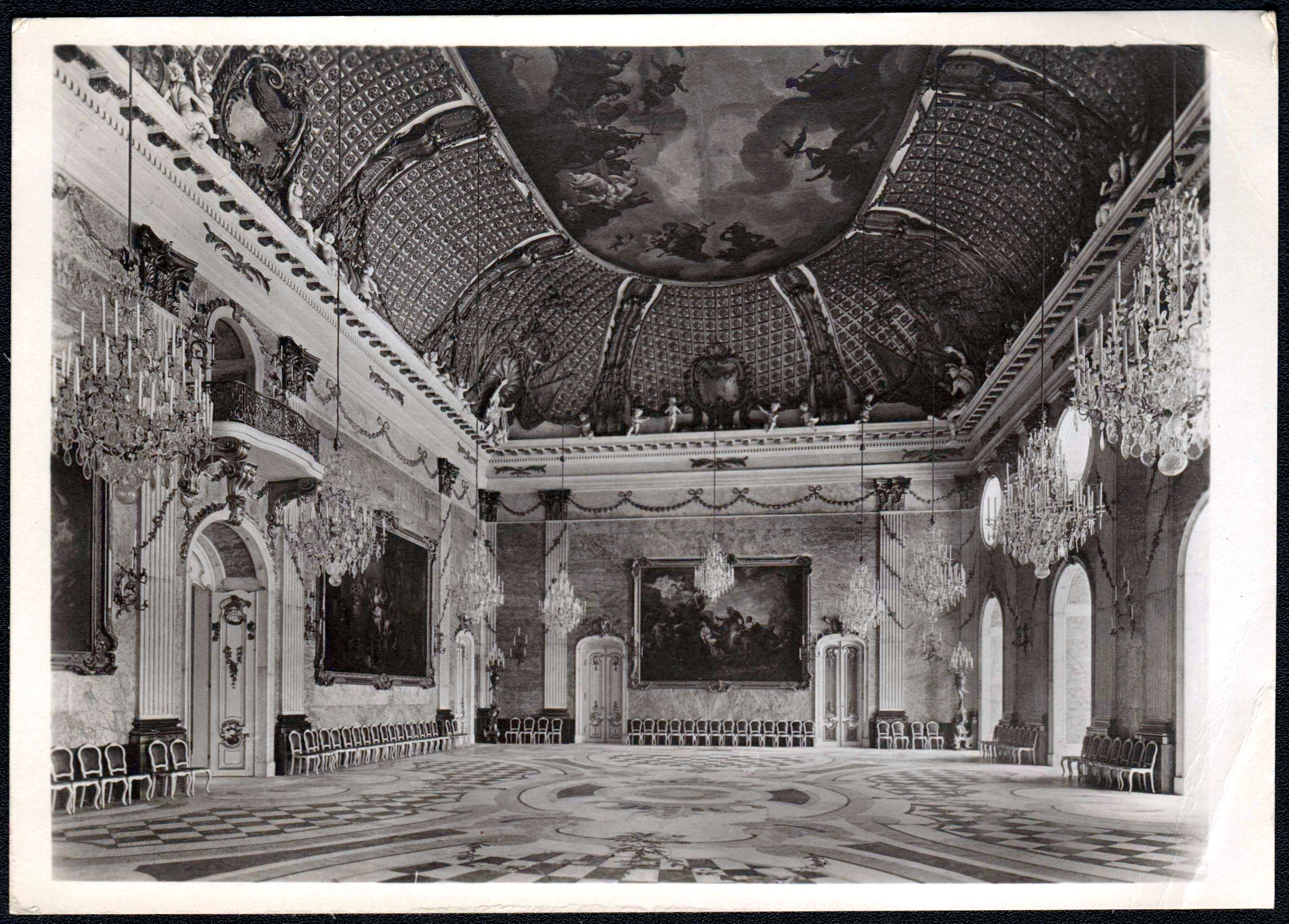
Мраморный зал Нового дворца. Потсдам. Архивная фотография

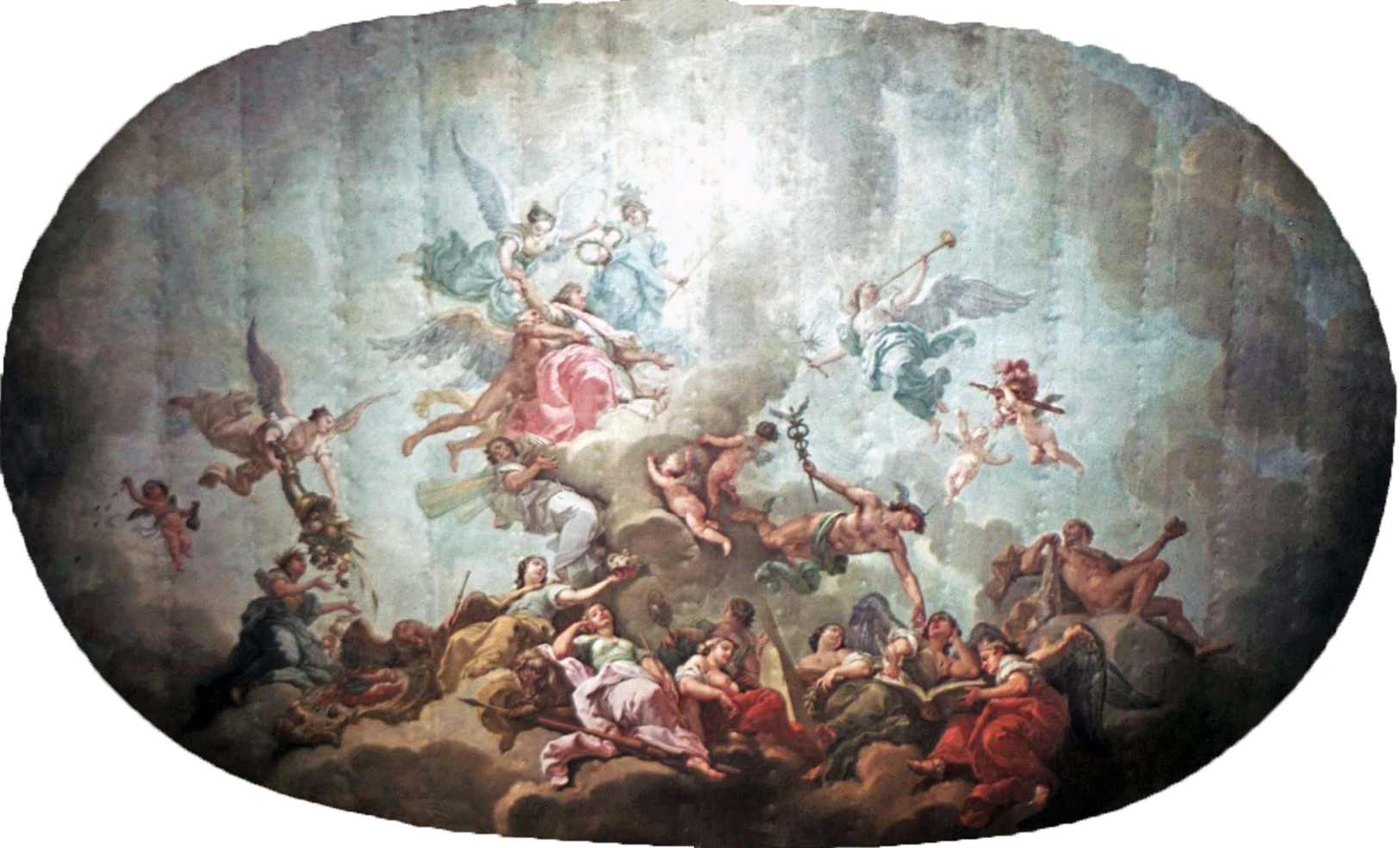
Вознесение великого курфюрста на Олимп. 1751. Холст, масло. Плафон Мраморного зала (не сохранился)

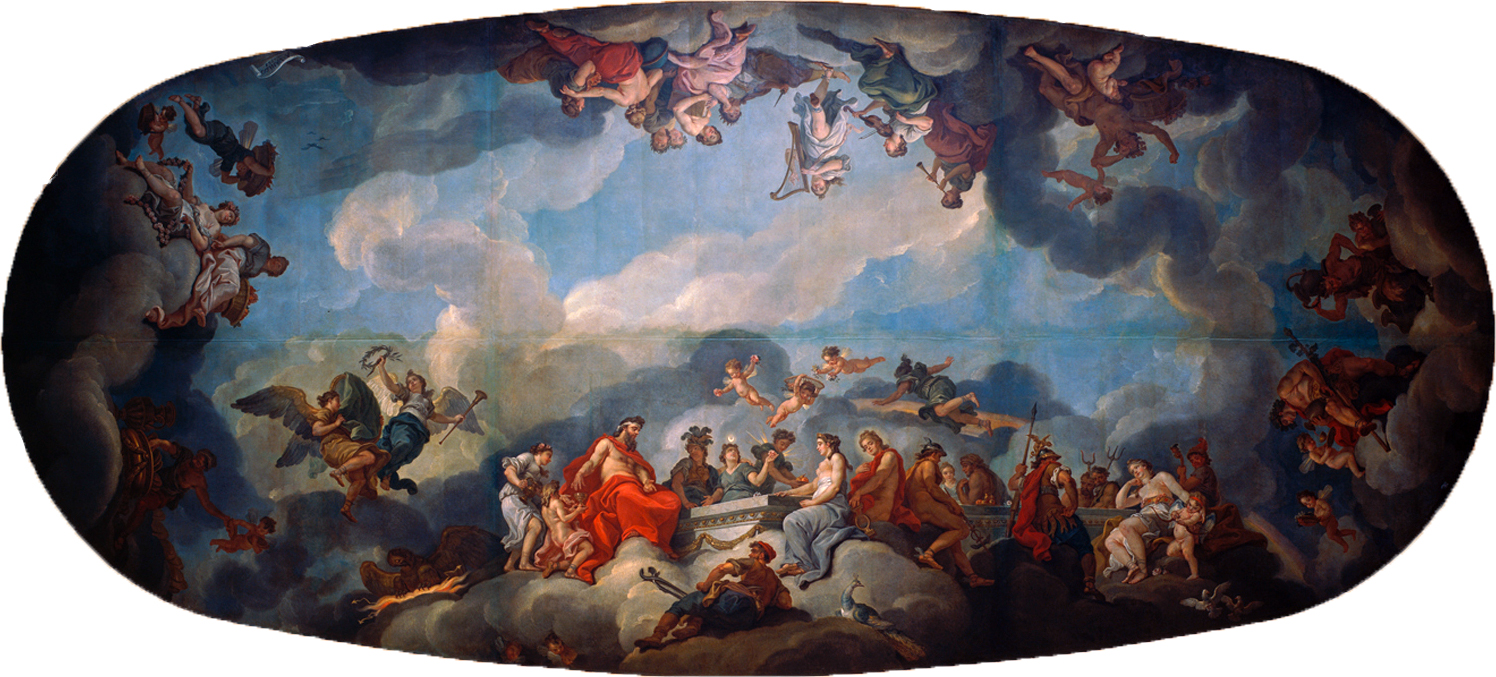
Введение Ганимеда на Олимп. 1768. Холст, масло. Плафон Мраморного зала

Из-за близких родственных связей ему пришлось хлопотать о специальном папском разрешении на брак. В 1748 году он стал художником при дворе Фридриха Великого в Берлине и оставался там до 1758 года, когда прусский король разрешил ему вернуться в родной Париж во время Семилетней войны (в ходе которой Франция и Пруссия воевали друг с другом). После окончания войны в 1763 году он вернулся в Берлин и снова работал для короля Фридриха. После возвращения во Францию в 1769 году он продолжал получать ежегодную пенсию из Пруссии. В Париже регулярно выставлял свои картины в Салоне.
7 июля 1770 года Шарль Филипп ван Лоо был назначен профессором по классу живописи в Школе изящных искусств в Париже, утверждён в этой должности 30 ноября 1794 года.

## Творчество
После прибытия в Берлин ван Лоо писал в основном портреты, в том числе для принцессы Амалии Прусской, добившись большого успеха.
В живописи он использовал характерную палитру своего отца — два противоположных доминирующих цвета, а в остальном — относительно нейтральные тона. Ему нравилось использовать приёмы «обманчивого глаза» (фр. trompe-l'œil — «обманчивый глаз», «обманчивая видимость»). Картины «Камера-обскура» (1764) и «Мыльные пузыри» (1764) также показывают его интерес к научным достижениям того времени. Портрет Фридриха Великого в овальной раме с лавровым венком (на настенном пьедестале, 1767) получил широкую известность благодаря офортам Даниеля Ходовецкого.
Ван Лоо написал два плафона для Мраморного зала Нового дворца в Потсдаме: «Вознесение великого курфюрста на Олимп» (1751, потерян во время войны) и «Введение Ганимеда на Олимп» (1768) площадью 240 м². Это самая большая плафонная картина на холсте к северу от Альп. Работы ван Лоо для Пруссии включают его творчество в ареал академического искусства прусского классицизма.

## Галерея

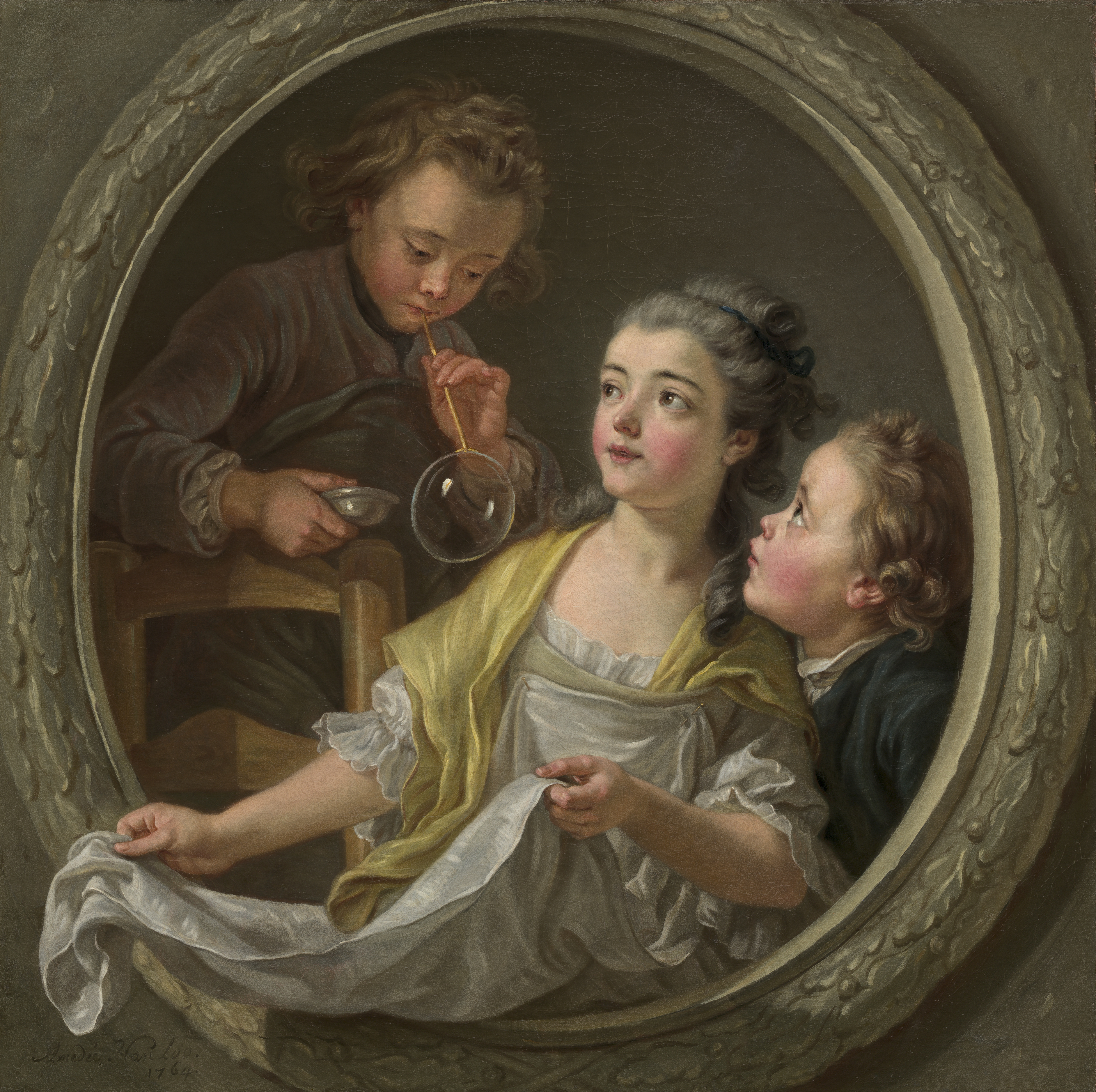
Мыльные пузыри. 1764. Холст, масло. Национальная галерея, Вашингтон
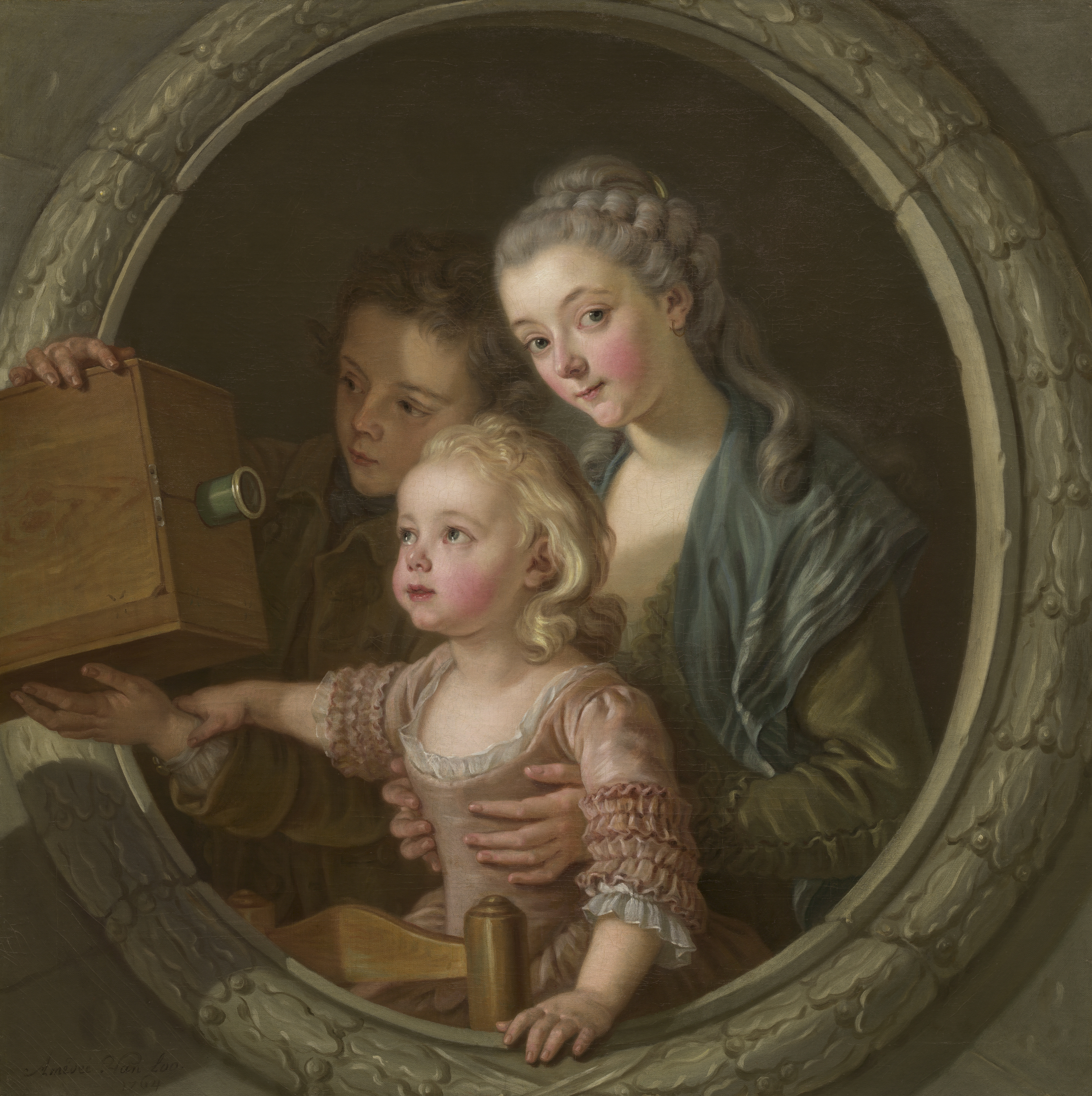
Камера обскура. 1764. Холст, масло. Национальная галерея, Вашингтон
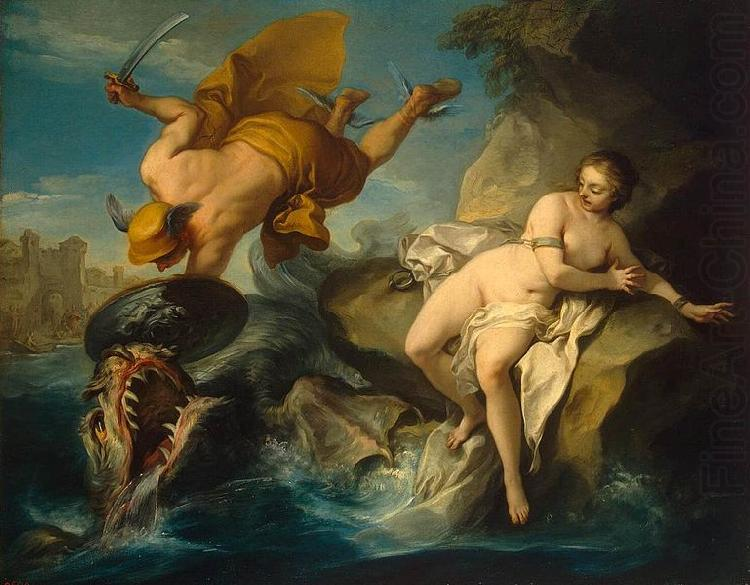
Персей и Андромеда. Ок. 1740. Холст, масло. Государственный Эрмитаж, Санкт-Петербург
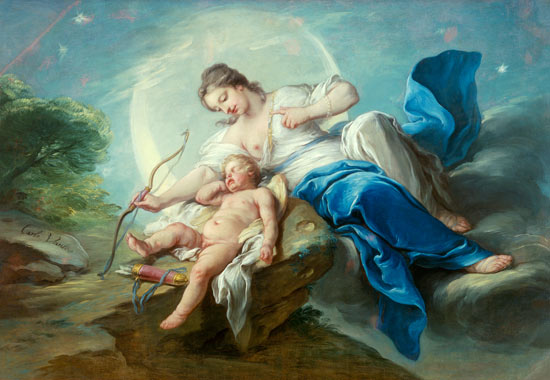
Диана, обезоруживающая Амура.
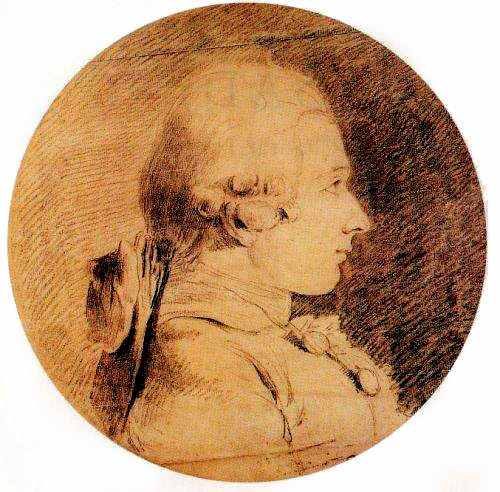
Портрет маркиза де Сада. 1760. Картон, сангина, пастель
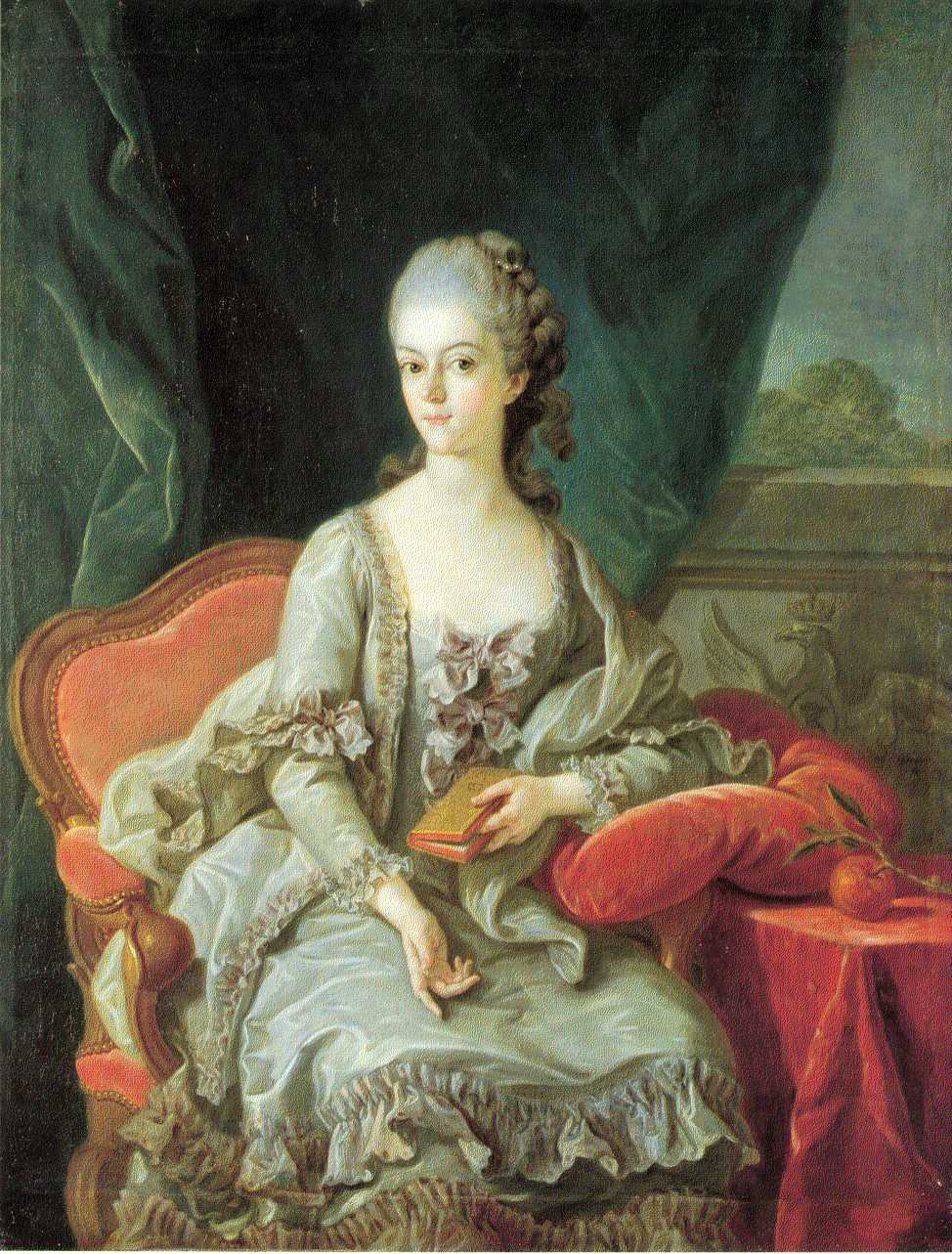
Портрет принцессы Вильгельмины Прусской 1767. Холст, масло.	Фонд прусских дворцов и садов Берлина-Бранденбурга
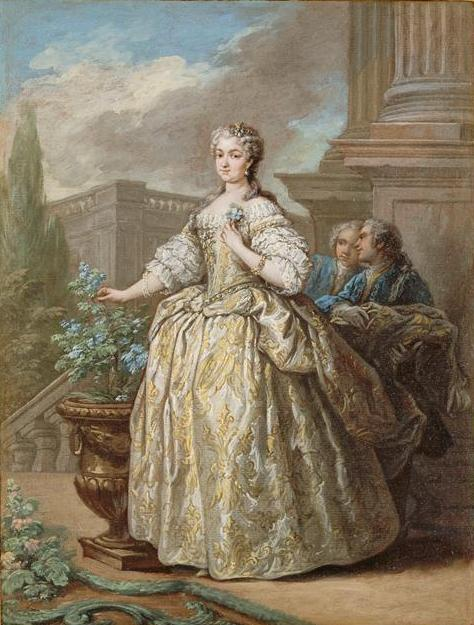
Портрет Марии Лещинской, королевы Франции. Ок. 1730 г.